# Doppelspitze

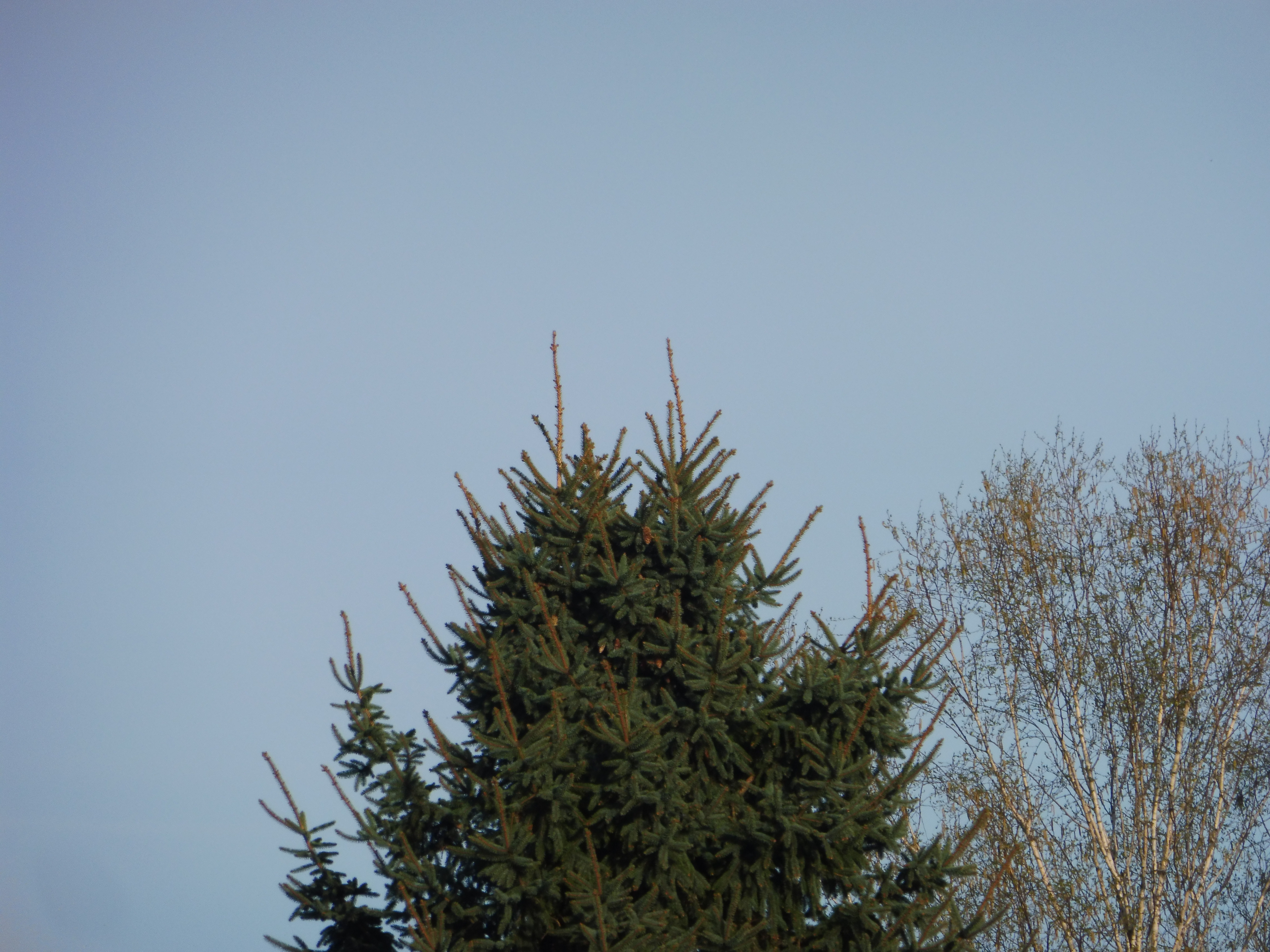
Echte Doppelspitze einer Gemeinen Fichte

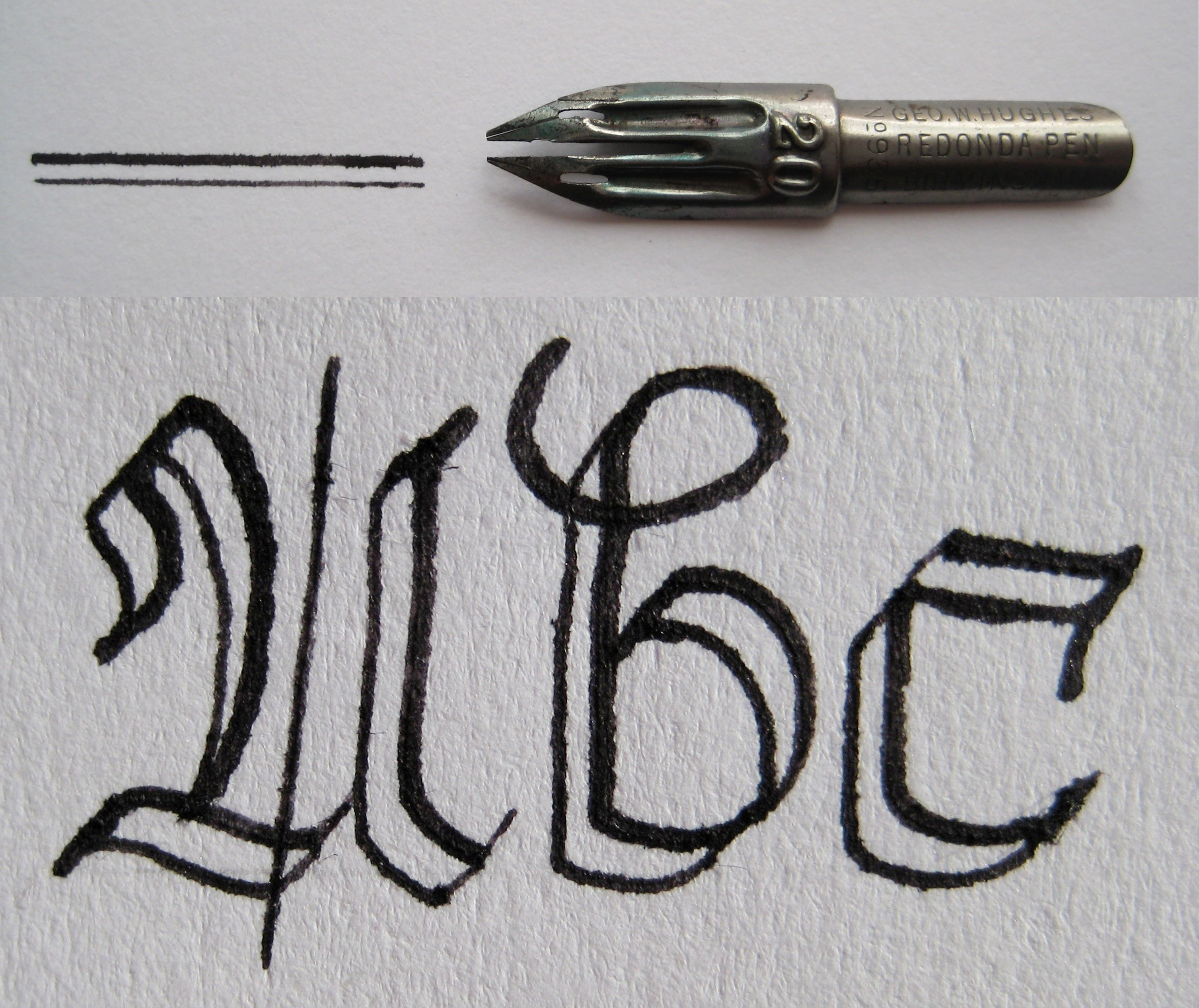
Die Doppelstrichfeder, eine gespaltene Feder mit Doppelspitze

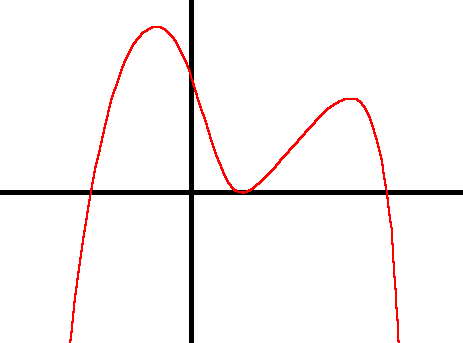
Doppelspitze einer Kurve

Als Doppelspitze lässt sich grundsätzlich alles bezeichnen, was zwei relativ parallele Spitzen statt der üblichen einen Spitze besitzt. Das können im gegenständlichen Bereich beispielsweise Messer mit zwei Spitzen der Klinge, Zeichen- oder Aufzeichnungsgeräte mit zwei parallelen Minen oder Federn oder auch Nadelbäume sein, die ausnahmsweise zwei Spitzen ausgebildet haben. Angewendet wird der Begriff insbesondere im geographischen Bereich bei Bergen mit zwei Gipfeln, im mathematischen Bereich bei Kurven mit zwei naheliegenden Spitzen und im gesellschaftlichen Bereich bei Personengruppen, wobei bei den Personengruppen als Spitze eine Führungs- bzw. Entscheidungs-, eine Repräsentanz- oder eine Angriffsspitze definiert sein kann. Die Personengruppen können klein sein, wie bei einer Fußballmannschaft oder einem Unternehmensvorstand, sie können aber auch die Gesamtbevölkerung eines Staates umfassen. Der Begriff paritätische Besetzung kann teilweise synonym verwendet werden.

## Begriffsdefinitionen in Nachschlagewerken
- Der Duden definiert den Begriff Doppelspitze als „gemeinsames Innehaben eines hohen Amtes durch zwei Personen“ und als „Position der Spitze, die von zwei gemeinsam spielenden Stürmern eingenommen wird“.
- Die Definition bei Wiktionary ist: „Führung einer Organisation durch zwei Personen ...“, „Fußball: Spielweise mit zwei vordersten Stürmern“ und „Form mit zwei Spitzen/Peaks, beispielsweise bei Bergen mit zwei nahe beieinander liegenden Gipfeln, bei Kurven in einem Diagramm“.
- Die Definition im Digitalen Wörterbuch der deutschen Sprache (DWDS) lautet: „gemeinsames Innehaben eines hohen Amtes durch zwei Personen“, „[Fußball] zwei gemeinsam auf der Position der Spitze spielende Stürmer“ und „doppelte, zugespitze Erhöhung, Form eines Bergs, eines Kurvenverlaufs o. Ä.“

## Organisationen
Als Doppelspitze bezeichnet man in Organisationen die Fälle einer formal gleichrangigen Besetzung höchster Entscheidungsbefugnisse in Parteien, Gewerkschaften, Vereinen, Verbänden und einigen Gremien. In den letzten Jahren haben sich Doppelspitzen bei einem Teil der politischen Parteien in der Bundesrepublik Deutschland und auch in Luxemburg etabliert, während sie in Österreich bisher nicht üblich sind und in der Schweiz 2020 erst eine Partei eine Doppelspitze installierte.
Die Gründe für die Installierung von Doppel- oder Mehrfachspitzen können mannigfaltig sein: die Geschlechtergleichstellung ist zunehmend ein Grund, aber auch Zusammenschlüsse bzw. Vereinigungen oder auch Übernahmen bzw. Anschlüsse von bisherigen Konkurrenten, die Berücksichtigung regionaler Aspekte, die Berücksichtigung unterschiedlicher Meinungen bzw. Strömungen insbesondere bei Parteien können unter anderem eine Begründung darstellen.
Doppelspitzen haben Vor- und Nachteile. Die vorherige Festlegung einer genauen Aufgabenteilung gilt als günstig; Reibungsverluste und Richtungskämpfe sind möglich. Besteht beispielsweise ein Ungleichgewicht ähnlich einem Verhältnis zwischen „Junior“- und „Seniorpartner“, so kann sich der Jüngere genötigt sehen, zu gehen, um überhaupt angemessen zum Zuge zu kommen. In anderen Fällen kann einer der beiden bestrebt sein, den anderen aus seinem Amt zu drängen, um die alleinige Leitung zu haben.
Zur Lösung von Konflikten innerhalb einer Doppelspitze wird teils Coaching eingesetzt, wobei bei einem bereits eskalierten Konflikt auch Ansätze aus dem Bereich der Mediation zum Tragen kommen.

### Beispiele in jüngerer Zeit
1. Doppelspitzen in Parteien, z. B. bei AfD, Die Linke, Bündnis 90/Die Grünen, SPD und Bündnis Sahra Wagenknecht,
2. Deutscher Fußball-Bund von 2004 bis 2006 mit Theo Zwanziger und Gerhard Mayer-Vorfelder an der Spitze

### Politische Parteien
Von den insgesamt elf Parteien, die durch Wahlen im Deutschen Bundestag oder zumindest in einem der 16 Länderparlamente Deutschlands mit Abgeordneten vertreten sind (Stand: Juni 2025), verfügen fünf in ihrer Parteiführung über eine gleichberechtigte Doppelspitze. Das sind die AfD, Bündnis 90/Die Grünen, Die Linke, SPD und das Bündnis Sahra Wagenknecht. Die Doppelspitzen bestehen (Stand: Juni 2025) bei Bündnis 90/Die Grünen aus Franziska Brantner und Felix Banaszak, bei der SPD aus Bärbel Bas und Lars Klingbeil, bei der Linken aus Ines Schwerdtner und Jan van Aken, bei der AfD aus Tino Chrupalla und Alice Weidel und bei dem Bündnis Sahra Wagenknecht aus Sahra Wagenknecht und Amira Mohamed Ali.
Die Grünen gelten gemeinhin als Schöpfer der Konstruktion mit zwei oder mehreren gleichberechtigten Parteivorsitzenden. Tatsächlich war die Vorstandsspitze des Bundesverbandes seit der Parteigründung im Jahre 1980 (und auch schon bei der für die Europawahl 1979 vorläufig ins Leben gerufenen Sonstigen politischen Vereinigung Die Grünen) stets als Dreifachspitze, seit 1991 als Doppelspitze besetzt. Daran änderte sich auch 1993 nach der Fusion mit Bündnis 90 zum Bündnis 90/Die Grünen nichts. Wesentlich früher als die Grünen begannen allerdings die Sozialdemokraten damit, ihre Führungsspitze als Doppel- und Mehrfachspitze zu besetzen. Von 1870 bis 1939 (samt der Vorgänger SDAP und SAP und dem Exilparteivorstand 1933–1945) und wieder seit 2019 verfügt(e) die SPD über zwei bis vier gleichberechtigte Parteivorsitzende. Die erste Doppelspitze bestand aus Samuel Spier und Johann August Karl Kühn 1870 bis 1871.
In der Schweiz besitzt seit 2020 die Sozialdemokratische Partei der Schweiz (SP) eine Doppelspitze mit Cédric Wermuth und Mattea Meyer, außerdem dort auch die Partei der Arbeit der Schweiz mit Amanda Ioset und Alexander Eniline.
Mit je einem Mann und einer Frau an der Parteispitze besetzt sind in Luxemburg die Parteien Déi Gréng (Die Grünen: Stéphanie Empain und François Benoy) sowie seit 2022 die Lëtzebuerger Sozialistesch Aarbechterpartei (Luxemburger Sozialistische Arbeiterpartei: Dan Biancalana und Francine Closener). Déi Lénk (Die Linke) war mit einer Doppelspitze besetzt und wird jetzt gemeinsam von einem Kollektiv geführt. Auch die Piratepartei Lëtzebuerg (Piratenpartei Luxemburg, PPLU) war mit einer Doppelspitze besetzt und wird gegenwärtig von sieben Parteileitern geführt.

### Gewerkschaften
1. Der Bundesverband der Lehrkräfte für Berufsbildung (BvLB) verfügt (fusionsbedingt) über eine Doppelspitze aus Joachim Maiss und Eugen Straubinger.
2. Der Bundesverband der Lehrerinnen und Lehrer an Wirtschaftsschulen (VLW) besitzt (gleichstellungsbedingt) eine Doppelspitze mit Angelika Rehm und Ernst G. John.

## Staatsorgane

### Staatsebene
Andorra besitzt traditionell eine Doppelspitze in der Funktion als Staatsoberhaupt, besetzt mit einem weltlichen Kofürsten, dem Staatsoberhaupt von Frankreich (heute dem Staatspräsidenten), und einem geistlichen Kofürsten, dem Bischof von Urgell. Zurzeit sind dies Emmanuel Macron und Josep-Lluís Serrano Pentinat.
Vor der Reichsgründung gab es in Deutschland in einzelnen der damals selbstständigen Staaten (der Deutsche Bund war lediglich ein Staatenbund) Regierungs- und/oder Repräsentanzdoppel-, -dreifach- und -vierfachspitzen. Beispielsweise waren es im Jahre 1852 in Baden die Großherzöge Ludwig II. (regierungsunfähig) und Friedrich I. (als Regent), in Bremen die Bürgermeister Johann Daniel Noltenius, Isak Hermann Albrecht Schumacher und Johann Smidt, in Hamburg die Bürgermeister Johann Ludwig Dammert und Heinrich Kellinghusen.
Ein frühes Beispiel aus der Antike sind im Römischen Reich die zwei Konsuln.

### Landesebene

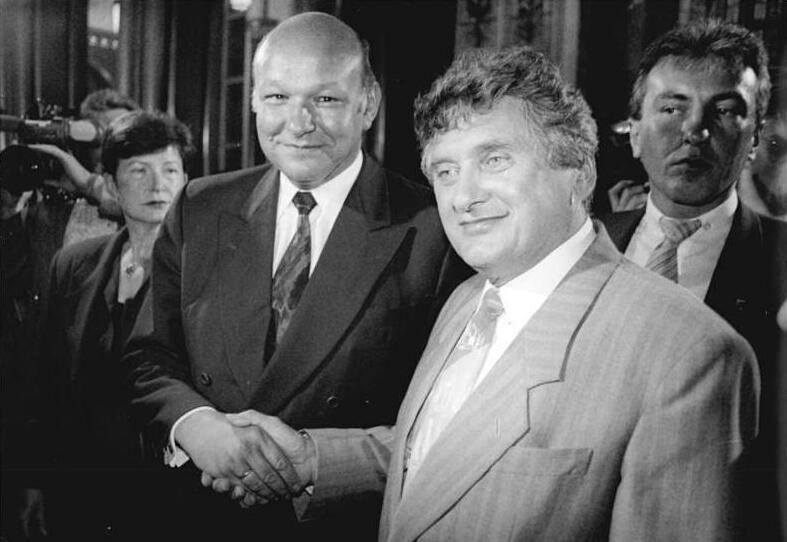
Regierungsdoppelspitze: Momper und Schwierzina

Das deutsche Bundesland Berlin besaß zwischen dem 3. Oktober 1990 und dem 24. Januar 1991 eine Regierungsdoppelspitze. Grundlage hierfür war der Art. 16 des Einigungsvertrages. Gemeinsame Stadt- und damit auch Landesoberhäupter waren vom 3. Oktober 1990 bis 11. Januar 1991 Walter Momper (mit der Bezeichnung Regierender Bürgermeister) und Tino Schwierzina (mit der Bezeichnung Oberbürgermeister) sowie vom 11. bis 24. Januar 1991 Walter Momper und Thomas Krüger; letzterer übte das Amt kommissarisch aus.

### Kommunalebene
In der Norddeutschen Ratsverfassung und der Dualistischen Bürgermeisterverfassung gibt es die Ämter des (Ober-)Bürgermeisters als ehrenamtlichen Repräsentanten der Gemeinde oder Stadt und des (Ober-)Stadtdirektors als Verwaltungschef. Gleiches gilt bei Landkreisen für den Landrat und den Oberkreisdirektor. Die Norddeutsche Ratsverfassung mit Doppelspitze bestand in Niedersachsen und Nordrhein-Westfalen und wurde in Niedersachsen ab 1996 und in Nordrhein-Westfalen ab 1994 abgeschafft. Dabei gab es Übergangsfristen bis zum Ablauf der Wahlperioden bereits gewählter (Ober-)Stadtdirektoren und Oberkreisdirektoren.

## Unternehmen

### Beispiele in jüngerer Zeit
1. Vorstandsvorsitzende von Airbus (die politisch-satzungshalber festgeschriebene Doppelspitze mit einem Franzosen und einem Deutschen war nicht frei von Reibungsverlusten und Machtkämpfen; im Juli 2007 verständigte sich der Konzern auf eine (deutsche) Führungsspitze),
2. Zeitweilige Chefbesetzung bei Thyssenkrupp mit Ekkehard Schulz und Gerhard Cromme
3. Deutsche Bank; hier folgte auf Josef Ackermann eine Doppelspitze aus Anshu Jain und Jürgen Fitschen.
4. Die SAP besaß von Oktober 2019 bis April 2020 eine Führungsdoppelspitze, die mit Christian Klein und Jennifer Morgan besetzt war.

### Chefredaktionen
Beispiele für Doppelspitzen als Chefredakteur in Presseunternehmen sind:
1. beim Spiegel: Georg Mascolo und Mathias Müller von Blumencron 2008–2013
2. bei der Zeit: Josef Joffe und Michael Naumann 2001–2004
3. im Stern: Florian Gless (2019–2022) und Anna-Beeke Gretemeier (2019–2023)

## Sport

### Fußball
Im Fußball bezeichnet man die Doppelbesetzung der Angriffsspitze als Doppelspitze, entweder gemeint im Gegensatz zu Mannschaften, die nur einen Stürmer auflaufen lassen oder im alten 4-2-4-System mit vier echten Stürmern die beiden Mittelstürmer. Die deutsche Fußballnationalmannschaft bot bei der Fußball-Weltmeisterschaft 1970 zum Beispiel mit Uwe Seeler und Gerd Müller in einigen Spielen zwei Mittelstürmer als Doppelspitze auf und zudem linke wie rechte Stürmer.
Synonyme für den ersten Fall sind Angriffsduo und Sturmduo.

## Berge mit Doppelspitze

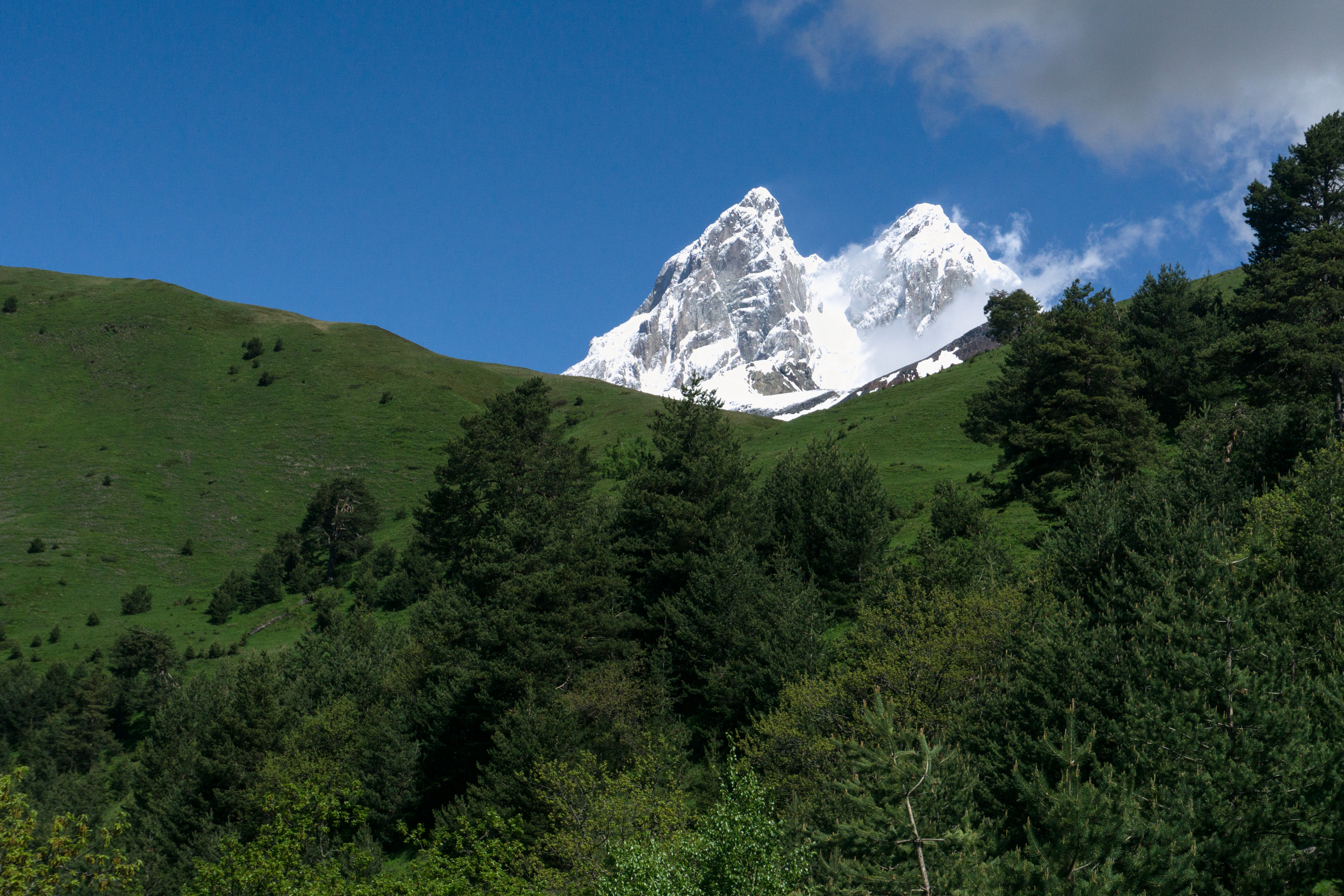
Uschba, Berg mit Doppelspitze

Beispiele für Berge mit Doppelspitze (oder auch: Doppelgipfel oder Zwillingsgipfel) sind der Großglockner in den Alpen mit Großglocknergipfel und Kleinglocknergipfel, der Uschba im georgischen Kaukasus mit Nordgipfel und Südgipfel, der Elbrus im russischen Kaukasus mit Ostgipfel und Westgipfel, der Tschigat bei Meran mit einer nur geringen Senke zwischen den beiden Gipfeln und der Mount Stanley im Ruwenzori-Gebirge mit seinen Gipfeln Margherita Peak und Alexandra Peak, die teilweise selbst schon als Berge bezeichnet werden.
Einzelne Berge, wie der Double Peak in Alaska und der Double Peak im Bundesstaat Washington sind nach ihrer doppelten Spitze benannt.

## Sonstiges
- Zwei Turmspitzen auf einem gemeinsamen Turmunterbau, wie etwa bei der Nikolaikirche zu Berlin, lassen sich als Doppelspitze bezeichnen.
- Die Berlinale, seit 2002 ein Geschäftsbereich der Kulturveranstaltungen des Bundes in Berlin GmbH, hatte 2019 die Position des Festivalleiters aufgelöst zugunsten einer Doppelspitze aus Geschäftsführer (bis 2024: Mariette Rissenbeek) und Künstlerischem Leiter (bis 2024: Carlo Chatrian).
- Doppelspitze heißt ein Brettspiel.

## Übertragene Bedeutungen
- Dreifachspitzen (kommen seltener als Doppelspitzen vor): Historisch wird vom Triumvirat gesprochen, sonst eher von einer Troika.
- Doppelspitze im Fußball bezeichnet zwei Stürmer, die eine ähnliche Position einnehmen.[4]